# Gemeinde Brda
Brda (italienisch: Collio, deutsch: Hügel) ist eine Gemeinde in der Region Primorska, in Slowenien. Die Verwaltung der Gemeinde befindet sich in der Ortschaft Dobrovo, in der auch ein um 1600 erbautes Schloss steht.

## Geographie
Die Gemeinde Brda liegt im äußersten Westen Sloweniens zwischen dem Fluss Soča und dem Grenzfluss Idrija (italienisch: Judrio). In der aus 45 Ortschaften und Weilern bestehenden Gesamtgemeinde Brda wohnen 5.767 Menschen.
In der hügeligen Landschaft wird viel Wein angebaut. Der Weinkeller Goriška Brda, der 1957 erbaut wurde, ist mit 18 Millionen Liter Wein der größte Weinkeller Sloweniens.

## Ortsteile
| - Barbana, (dt.: Warban in der Ecken) - Belo, (dt.: Fellach) - Biljana, (dt.: Willian) - Brdice pri Kožbani, (dt.: Berditz) - Brdice pri Neblem, (dt.: Frersach) - Breg pri Golem Brdu, (dt.: Rain) - Brestje, (dt.: Wrestl) - Brezovk, (dt.: Bressewich) - Ceglo, (dt.: Ziegelhaus) - Dobrovo, (dt.: Schönfeld) - Dolnje Cerovo, (dt.: Nieder Zerach) - Drnovk, (dt.: Dornegg) - Fojana, (dt.: Bertoldsdorf) - Golo Brdo, (dt.: Gollobrid) - Gonjače, (dt.: Gugnatz) | - Gornje Cerovo, (dt.: Ober Zerach) - Gradno, (dt.: Schloß Ecken) - Hlevnik, (dt.: Glainich) - Hruševlje, (dt.: Rittersberg) - Hum, (dt.: Kummersdorf in der Ecken) - Imenje, (dt.: Himmen) - Kojsko, (dt.: Koische) - Kozana, (dt.: Cosengrunden) - Kozarno, (dt.: Heiligengeist) - Kožbana, (dt.: Kasswein in der Ecken) - Krasno, (dt.: Krassen) - Medana, (dt.: Mandendorf) - Neblo, (dt.: Nefol) - Nozno, (dt.: Nosel) - Plešivo, (dt.: Pleschiwa) | - Podsabotin, (dt.: Sankt Valentin in der Ecken) - Pristavo, (dt.: Pristhof) - Senik, (dt.: Senich) - Slapnik, (dt.: Slapnig) - Slavče, (dt.: Schlautz) - Snežatno, (dt.: Sempsetin) - Snežeče, (dt.: Schneedorf) - Šlovrenc, (dt.: Sankt Lorenz) - Šmartno, (dt.: Sankt Martin) - Vedrijan, (dt.: Vedrun) - Vipolže, (dt.: Wippelsbach) - Višnjevik, (dt.: Weissenegg) - Vrhovlje pri Kojskem, (dt.: Wichoglau) - Vrhovlje pri Kožbani, (dt.: Verchoulle) - Zali Breg (dt.: Schallenberg) |

## Nachbargemeinden
| Italien | Italien, Kanal ob Soči                      | Kanal ob Soči |
| Italien | Kompassrose, die auf Nachbargemeinden zeigt | Kanal ob Soči |
| Italien | Italien                                     | Nova Gorica   |

## Gemeindepartnerschaften
Brda liegt nur etwa sechs Kilometer (Luftlinie) entfernt von seiner italienischen Partnergemeinde Cormòns jenseits der slowenisch-italienischen Grenze.